# (37517) 2134 T-3
2134 T-3 (asteroide 37517) é um asteroide da cintura principal. Possui uma excentricidade de 0.19272580 e uma inclinação de 7.13174º.
Este asteroide foi descoberto no dia 16 de outubro de 1977 por Cornelis Johannes van Houten e Ingrid van Houten-Groeneveld e Tom Gehrels em Palomar.